# Сугер – Уед-Тарія
Сугер – Уед-Тарія – газопровід на північному заході Алжиру.
Трубопровід, який ввели в дію у 1992 році, отримує живлення від газотранспортного коридору Хассі-Р'Мель – Арзу. Він має довжину 133 км та виконаний в діаметрі 700 мм.